# اودونپازاری
اودونپازاری (به ترکی استانبولی: Odunpazarı) یک منطقهٔ مسکونی در ترکیه است که در استان اسکی‌شهر واقع شده‌است.